# 振湖塔
振湖塔，又名潜溪塔，旧名镇湖塔，是一座位于中国安徽省合肥市肥东县长临河镇六家畈社区潜溪河自然村的清代古建筑，1998年5月入选第四批安徽省文物保护单位。

## 历史
振湖塔始建于清朝光绪十八年（1892年），由六家畈吴氏建造。建塔的目的有不同的传说，包括在巢湖畔用于指示航向、用以镇压湖中蛟龙以及为吴姓人的“文运”而建。塔建成之后，吴氏家族恰有四人分三科考中，当地遂传说是这座宝塔显灵而致。
中华人民共和国时期，振湖塔因年代久远失修，出现了塔身倾斜、建筑破败的情况。1996年，肥东县政协到振湖塔考察，向上级部门争取到20多万元人民币用以重修振湖塔:256，此后的三年间，振湖塔的塔顶、六层平台、风铃等部件得以修复，并加固了塔底，加装了避雷针:923。1998年5月4日，安徽省人民政府将振湖塔列为第四批安徽省文物保护单位。

## 建筑
振湖塔为密檐式砖结构，六面立椎形，共7层，高约40米，每层开有六扇窗，每个窗的横楣嵌有铁质佛像浮雕，塔心有阶梯通往塔顶。塔内有12处题刻，包括淮军将领吴育仁题“奎光应端”，吴谦贞题“八荒矫思”等，大门两侧长联为淮军元老吴毓芬长子吴兆楣所题，上联“一柱挺峥嵘，结构增辉，所期真宰膺灵，古往今来钟正气”，下联“八维扶磊呵，廛阚既庶，溯自前人相宅，湖山俯仰动遐思”。